# Paolo Romeo
Paolo Romeo (Acireale, 20 de Fevereiro de 1938) é um cardeal da Igreja Católica italiano, arcebispo-emérito de Palermo.

## Biografia
Fez seu ensino primário no Collegio Pennisi da Companhia de Jesus em Acireale, seu ensino médio na escola estadual Paolo Vasta e depois, entrou no Seminário Episcopal de Acireale (ginnasio, liceo e iniciou os estudos teológicos). Em 1959, foi enviado para Roma como aluno do Almo Collegio Capranica e frequentou a Pontifícia Universidade Gregoriana, onde obteve a licenciatura em teologia e a Pontifícia Universidade Lateranense, onde obteve o doutorado em direito canônico.
Foi ordenado padre em 18 de março de 1961, na capela do Seminário Episcopal de Acireale, sendo incardinado na diocese de Acireale. Exerceu a pastoral como assistente do Grupo Escoteiro Roma IX no Collegio San Giuseppe na Piazza di Spagna e assistente diocesano da associação Silenziosi Operai della Croce. Em 1964 foi admitido na Pontifícia Academia Eclesiástica e, em 1 de janeiro de 1967, entrou para o serviço diplomático da Santa Sé. Trabalhou nas nunciaturas nas Filipinas, Bélgica-Luxemburgo e Comunidade Europeia, Venezuela, Ruanda e Burundi. Em 1976, foi chamado para o Conselho de Assuntos Públicos da Igreja da Secretaria de Estado. Foi ainda diretor da Casa Internazionale del Clero.
Nomeado núncio apostólico no Haiti em 17 de dezembro de 1983, foi consagrado como arcebispo-titular de Vulturia em 6 de janeiro de 1984, na Basílica de São Pedro, pelo Papa João Paulo II, coadjuvado por Eduardo Martínez Somalo, substituto da Secretaria de Estado e por Duraisamy Simon Lourdusamy, arcebispo-emérito de Bangalore e secretário da Congregação para a Propagação da Fé.
Depois foi nomeado núncio apostólico na Colômbia em 24 de abril de 1990, núncio no Canadá em 5 de fevereiro de 1999 e núncio na Itália e San Marino em 17 de abril de 2001, quando foi nomeado como arcebispo metropolitano de Palermo em 19 de dezembro de 2006, fazendo sua entrada solene na Sé em 10 de fevereiro de 2007.
Em 20 de outubro de 2010, foi anunciada a sua criação como cardeal pelo Papa Bento XVI, no Consistório de 20 de novembro, em que recebeu o barrete vermelho e o título de cardeal-presbítero de Santa Maria Odigitria dos Sicilianos.
Em 27 de outubro de 2015 teve sua renúncia aceita pelo Papa Francisco ao governo pastoral da Arquidiocese de Palermo em conformidade com o cânon 401 § 1 do Código de Direito Canônico. Em 21 de janeiro de 2016, foi nomeado presidente do Almo Collegio Capranica em Roma.

## Conclaves
- Conclave de 2013 - participou da eleição de Jorge Mario Bergoglio como Papa Francisco.